# Greg Gates
Gregory Crozier "Greg" Gates (født 28. april 1926 i Montclair, New Jersey, USA, død i januar 2020) var en amerikansk roer.
Gates vandt sammen med Fred Kingsbury, Stu Griffing og Robert Perew bronze i firer uden styrmand ved OL 1948 i London. Den amerikanske båd sikrede sig bronzen i en finale, hvor Italien vandt guld, mens Danmark fik sølvmedaljerne. Hele bådens besætning var studerende på Yale-universitet, da de vandt medaljen. Det var det eneste OL, Gates deltog i.

## OL-medaljer
- 1948:  Bronze i firer uden styrmand